# Distretto di Dunaújváros
Il distretto di Dunaújváros (in ungherese Dunaújvárosi járás) è un distretto dell'Ungheria, situato nella provincia di Fejér.